# Durgā pūjā
La Durga Pooja est une des principales fêtes des hindouistes célébrée en Inde tout comme par la diaspora à l'ile Maurice ou Fiji par exemple, en l'honneur de la déesse Durga. Elle est parfois appelée Akalbodhan, Vijaya Dashami, Dashain, ou Dussehra.
Le culte de Durga est célébré durant les neuf (ou les cinq) jours précédant Navaratri. La population s'y prépare plusieurs semaines à l'avance.

## Durgā pūjā au Bengale
Le culte de Durga en automne  (Shôrot) est le plus important festival du calendrier hindou au Bengale, en Orissa, dans le Tripura, l'Assam et d'autres régions orientales de l'Inde, ainsi qu'au Bangladesh. Puja signifie « culte », « prière » et Durga Puja est célébrée du sixième au dixième jour de la croissance de la lune dans le mois d’Ashwin, qui est le 6e mois dans le calendrier bengalî. Quelquefois, cependant, du fait des différences entre les cycles lunaire et solaire, Durga Puja peut avoir lieu durant le mois suivant,  Kartik. Dans le calendrier grégorien, ces dates correspondent aux mois de septembre/octobre. 

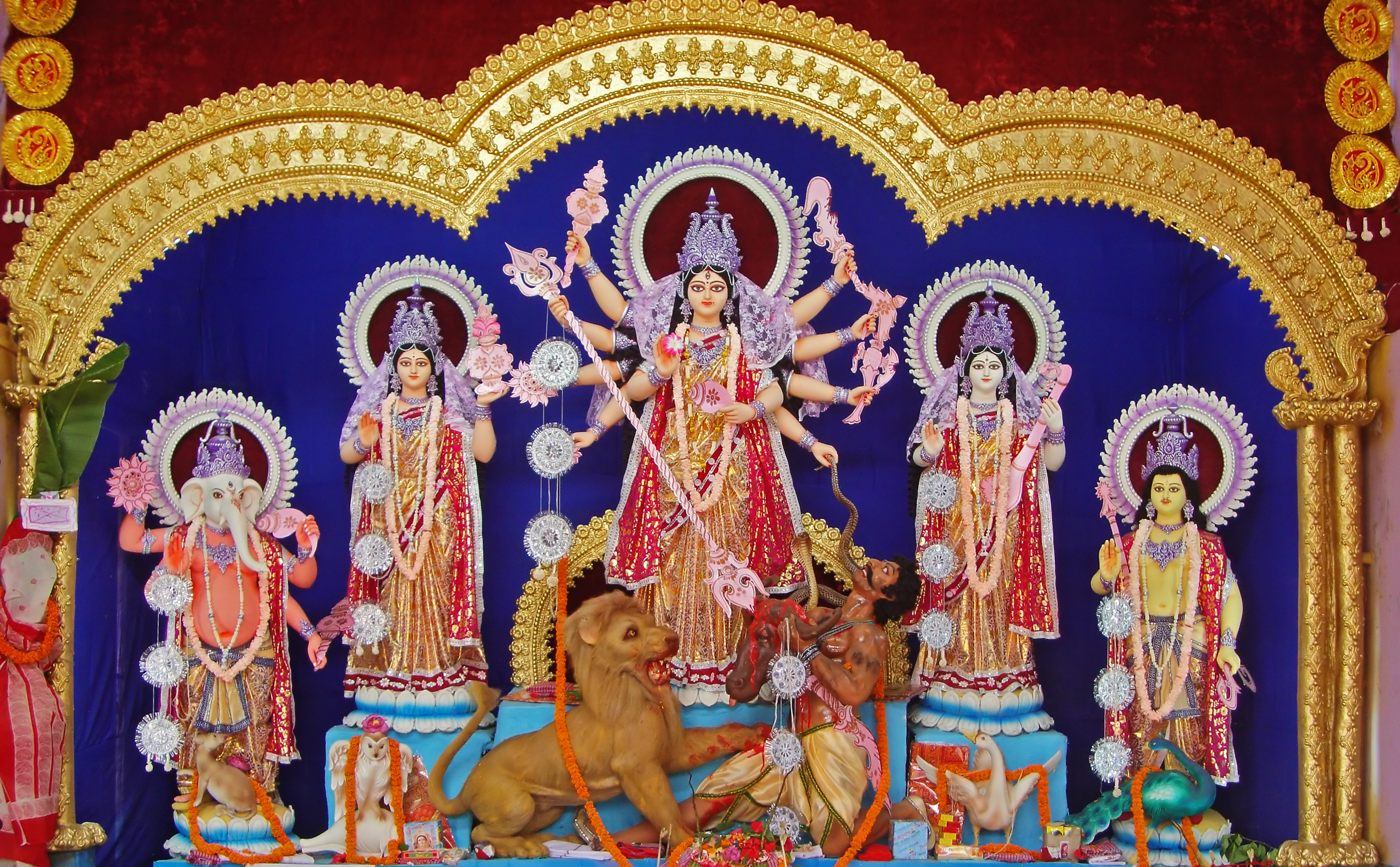
Statues de Dourgā lors de la fête de Dourgā Pujā à Bardhaman, dans l'État du Bengale-Occidental

Dans le  Rāmāyana, Rama invoque la déesse Durga dans son combat contre Ravana. Alors qu'elle est traditionnellement célébrée au printemps, du fait de la bataille, Rama a dû faire appel à Durga en automne (akaal bodhan). Aujourd'hui, c'est à cette date décidée par Rama qu'est célébrée Durga, bien que le puja du printemps, le Basanti Puja, soit toujours présent dans l'almanach hindou. Comme la saison du culte est le  Shôrot (automne), il est parfois appelé Sharodia.
Les pujas se déroulent sur une période de cinq jours, qui est traditionnellement considérée comme le retour de la fille mariée -Durga- chez son père, dans l'Himalaya. C'est la fête la plus importante du Bengale, et les Bengalis la célèbrent avec des cadeaux et de nouveaux vêtements, qui sont portés le soir, lorsque les familles sortent admirer les pandals (temples temporaires construits pour vénérer la déesse, souvent en bambou et ornés de tissus). Bien qu'il s'agisse d'un festival hindou, les gens de toutes les religions participent à ces rituels.

### Kolkata
Rien qu'à Kolkata, plus de deux mille pandals sont construits pour l'occasion, affirmant haut et fort l'admiration et la ferveur de la population. À Chandernagor, de nombreux pèlerins viennent célébrer la puja.
Parmi ces pujas, il y en a de très anciens.

## Durgā pūjā dans d'autres régions de l'Inde

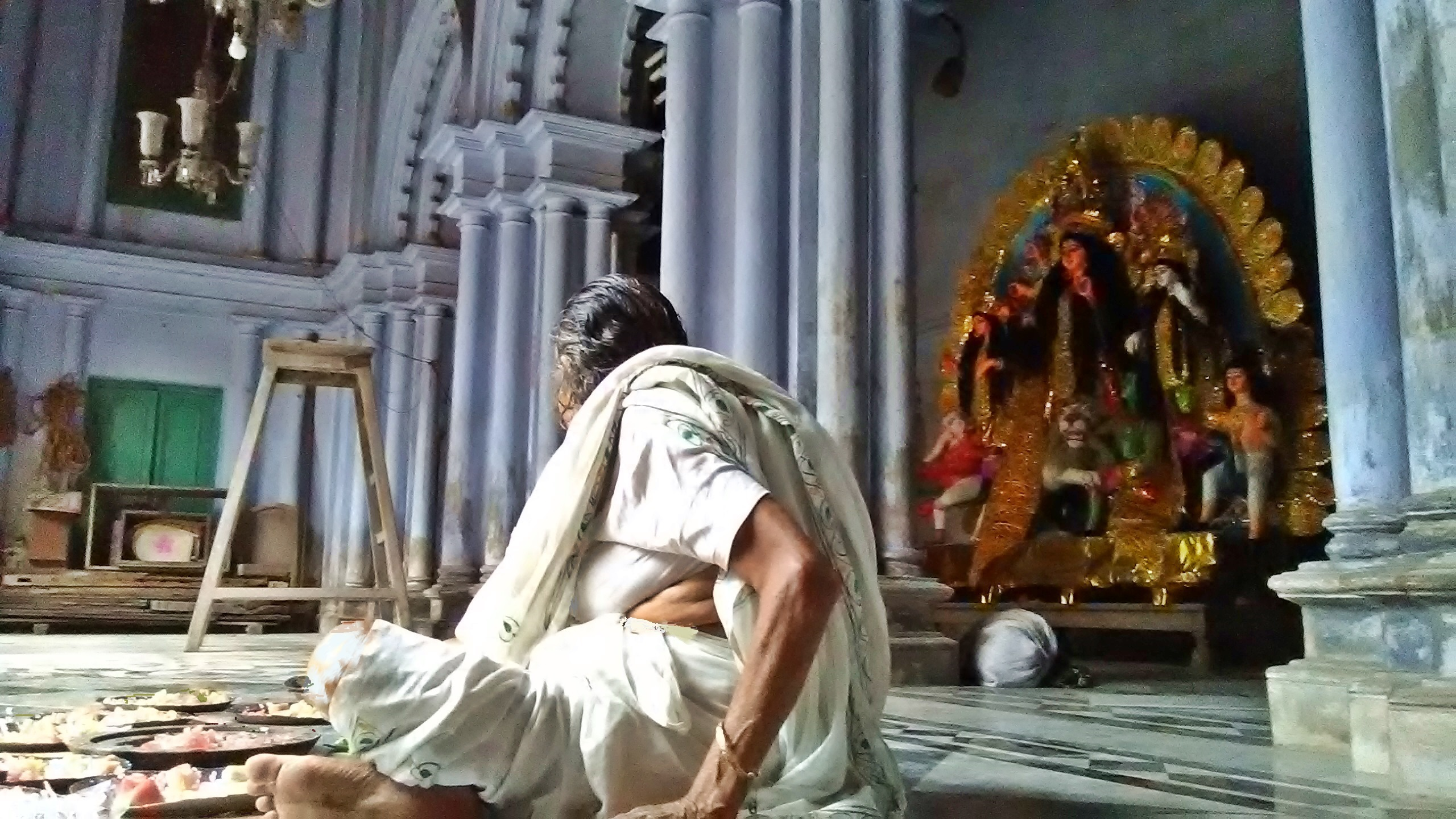
Les offrandes sont redistribuées après chaque puja. Cette puja est située près du Gange et a été fondé en 1825.

### Kerala
Modèle:Idem Tamil Nadu

## Durgā pūjā au Bangladesh
Le Bangladesh, dont un dixième de la population est hindou, célèbre la puja dans de nombreux temples, environ 18 000 temples étant construits dans tout le pays, et plus de 140 rien que dans la capitale Dhaka.

## À l'étranger
Durgā pūjā est également fêtée dans d'autres pays qui ont une forte population hindoue, comme à l'Ile Maurice, où les Hindous jeûnent (c'est-à-dire mangent uniquement végétarien) durant neuf jours. En 2010, Durgā pūjā avait lieu du 9 au 18 octobre à l'Ile Maurice.